# Neoanagraphis
Neoanagraphis là một chi nhện trong họ Liocranidae.